# Curci Montà
Curci Montà (llatí: Curtius Montanus) va ser un polític romà del segle i. Segurament formava part de la gens Cúrcia, una antiga gens romana d'origen patrici.
Va ser acusat per Epri Marcel de difamar a Neró l'any 67, i encara que el càrrec no es va poder provar, l'emperador el va enviar a l'exili.
El seu pare va intercedir davant l'emperador i el va fer tornar aviat de l'exili, amb la condició de no optar a cap càrrec públic. L'any 71 tornava a ser membre del senat i quan Domicià va ordenar restaurar les estàtues i honors de Galba, va proposar que el decret contra Pisó que havia conspirat contra Neró, fos tanmateix aixecat. També va atacar amb molta vehemència al delator Marc Aquili Règul. Plini el Jove va dirigir dues cartes a Curci Montà.
Si aquest Curci Montà és el mateix a qui satiritza Juvenal, de gran havia canviat de caràcter. Juvenal diu que era un epicuri obès, un paràsit de Domicià i un delator.